# Rolex Submariner

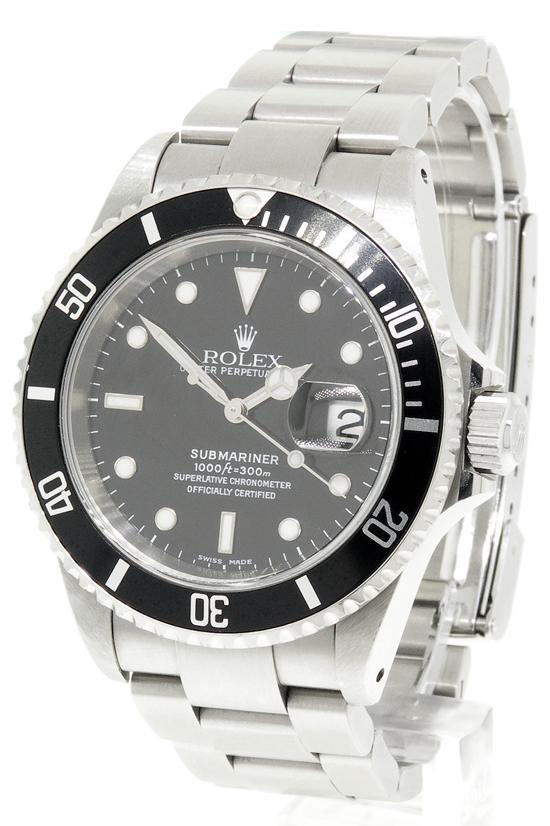
Rolex Submariner-Date Modell Ref.16610, Wasserdichtigkeit bis 300 Meter (1.000 Fuß), hergestellt von 1989 bis 2010

Die Submariner ist eine professionelle Taucheruhr, die seit 1953 von der unabhängigen Schweizer Uhrenmanufaktur Rolex hergestellt wird.

## Entwicklung bis 1953
Die Submariner war die erste professionelle Armbanduhr für Taucher mit automatischem Aufzug, die bis zu einer Tiefe von 100 Metern wasserdicht war. Mit dieser Taucheruhr gelang Rolex nach der Erfindung der Oyster, der ersten wasserdichten Armbanduhr der Welt aus dem Jahr 1926, ein zweiter großer Schritt in puncto Wasserdichtheit. Die Uhr wird bis heute in weiterentwickelter Form produziert.

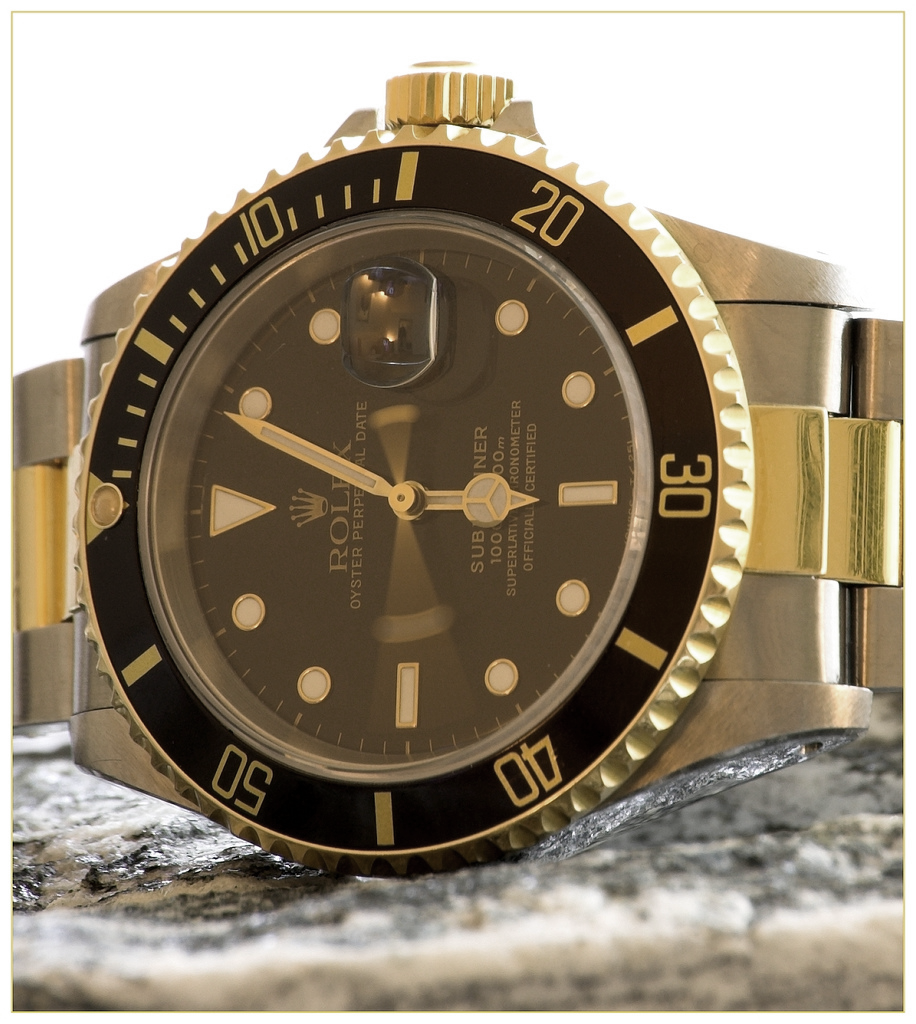
Eine der zahlreichen Varianten der Submariner, mit teilweise aus Gold gefertigtem Armband und Lünette

Der Unterwasser-Thematik hatte sich der Uhrenhersteller bereits Anfang der 1930er-Jahre zugewandt. 1935 fand sich im Katalog die 47 Millimeter große Referenz 2533 mit kissenförmiger Oyster-Schale, Taschenuhr-Handaufzugswerk vom Typ Lépine und dadurch kleiner Sekunde bei der Neun. Wegen der damals unpopulären Gehäusegrösse  avancierte diese Armbanduhr nicht zu einem Erfolg.
Hans Wilsdorf, der Generaldirektor der von ihm ins Leben gerufenen Montres Rolex SA in Genf, liess das wasserdichte Gehäuse mit Schraubkrone, genannt Oyster, und den Rotoraufzug für Automatik-Armbanduhren entwickeln und patentieren. Diese beiden Elemente waren entscheidend für die Entwicklung der Rolex Submariner. Von René-Paul Jeanneret, Mitglied des Rolex-Direktoriums und zudem ein begeisterter Sporttaucher, stammte die Idee, einen Hybrid aus wasserdichter Sport- und doch halbwegs eleganter Alltagsuhr zu entwickeln. Er pflegte eine enge Freundschaft mit Jacques-Yves Cousteau und wusste so um die technischen und gestalterischen Notwendigkeiten einer Taucheruhr. Im September 1953 tauchte Professor Auguste Piccard mit seinem Bathyscaph FNRS-2 auf 3.150 Meter ab. Hans Wilsdorf hatte einen speziell entwickelten Stahl-Zeitmesser an der Außenwand des Tauchgeräts befestigen lassen. Nach dem Wiederauftauchen war das Instrument noch völlig intakt.
Die Preisspanne für das günstigste Modell und der teuersten Rolex Submariner beträgt mehrere zehntausend Euro. Diese große Differenz macht es unmöglich, einen einheitlichen Kaufpreis anzugeben. Die jeweils aktuelle Submariner-Preisliste hat eine Gültigkeit von 12 Monaten.

## Markteinführung 1954
Auf der Basler Uhrenmesse 1954 präsentierte Rolex die erste Submariner mit mattschwarzem Zifferblatt, Leuchtziffern und -indices sowie Leuchtzeigern für Stunden, Minuten und Sekunden. Außerdem hatte die Uhr eine Drehlünette mit Markierungen im Abstand von fünf Minuten. Den Nullpunkt symbolisierte eine ins Zentrum gerichtete Pfeilspitze mit zentral positioniertem Leuchtpunkt. Die einseitig rastende Drehlünette liess jedoch bis 1981 auf sich warten, weil sich schon Blancpain für die Fifty Fathoms 1952 eine rastende Drehlünette patentieren liess.
1954 gab es bereits drei verschiedene Submariner-Referenzen. Die bereits 1953 vorgestellte Referenz 6200 mit massivem Gehäuse, wuchtigerer Krone und dem Automatikkaliber A.296 war bis zu einer Tiefe von 200 Metern wasserdicht. Hinzu kam die Referenz 6204, der zunächst eine Wasserdichtheit bis 100 Meter zugeschrieben wurde. Diesen Wert setzte Rolex schon bald auf 180 Meter hoch.
Dritte im Bunde war die ebenfalls bis 100 Meter wasserdichte Referenz 6205 mit dem Automatikkaliber A.260. Auf den Zifferblättern aller frühen Serienexemplare suchte man den weißen Schriftzug „Submariner“ jedoch vergebens. Er findet sich erst gegen Ende des Jahres 1954. Auch der markante Flankenschutz für die Aufzugskrone existierte noch nicht.
1966 folgte das erste Modell mit Datum unter der charakteristischen Lupe – die Rolex Submariner Date. Sie wird nun seit fast 60 Jahren in nahezu unveränderter Form gebaut.

## Verwendung in James-Bond-Filmen
Bereits in den ersten Bond-Filmen 007 jagt Dr. No, Liebesgrüße aus Moskau und Goldfinger vertraute Agent 007 (gespielt von Sean Connery) auf Armbanduhren vom Typ Rolex Submariner, eine andere Uhr von Rolex als in den Romanvorlagen von Ian Fleming – der Autor beschrieb eine „schwere Rolex Oyster Perpetual“. Weitere Auftritte am Bond-Handgelenk hatte die Submariner in Im Geheimdienst ihrer Majestät und in den Filmen mit Roger Moore: Leben und sterben lassen, Der Mann mit dem goldenen Colt und Lizenz zum Töten. Ein Charakteristikum der früheren Filme war, dass der Geheimdienst-Techniker „Q“ in die Uhren zahlreiche (irreale bzw. phantastische) technische Gimmicks eingebaut hatte. Im Jahr 1995 wechselte Bond, in den Filmen von Pierce Brosnan und Daniel Craig gespielt, seine Uhr und trägt seitdem eine Omega Seamaster.

## Produktpiraterie
Die Rolex Submariner ist die wohl am meisten kopierte und gefälschte Uhr der Welt. „Fälschung“ bezieht sich dabei auf die möglichst exakte, unrechtmäßige Kopie der Uhr inklusive Aufdruck des Markennamens Rolex, des Typs und der anderen Original-Schriftzüge wie der Angabe zur Wasserdichtigkeit. Rolex hat, wie viele andere Markenhersteller auch, Zollbehörden weltweit beauftragt, gefälschte Uhren zu beschlagnahmen. Regelmäßig wird dabei über die Vernichtung der über einen längeren Zeitraum beim Zoll angefallenen, beschlagnahmten Produkte in den Medien berichtet.